# Chehoûr
Chehoûr (arabiska: شحور) är en ort i Libanon.   Den ligger i guvernementet Mohafazat Liban-Sud, i den sydvästra delen av landet, 70 kilometer söder om huvudstaden Beirut. Chehoûr ligger 333 meter över havet och antalet invånare är 1 375.
Terrängen runt Chehoûr är huvudsakligen kuperad, men norrut är den platt. Runt Chehoûr är det ganska tätbefolkat, med 207 invånare per kvadratkilometer.. Närmaste större samhälle är Tyros, 17,0 kilometer väster om Chehoûr. 
Trakten runt Chehoûr består i huvudsak av gräsmarker.